# Efecto Balassa-Samuelson
El efecto Balassa-Samuelson (también conocido como efecto Harrod-Balassa-Samuelson o efecto Ricardo-Viner-Harrod-Balassa-Samuelson-Penn-Bhagwati), productividad parcial de la paridad del poder adquisitivo (PPA) o regla de los cinco ochos, puede significar dos cosas relacionadas:
- La observación de que los niveles de los precios al consumidor en los países más ricos son sistemáticamente más altos que en los países más pobres (el "efecto Penn").
- Un modelo económico que predice lo anterior, basado en el supuesto de que la productividad o las "tasas de crecimiento de la productividad" varía más por país en los sectores de bienes transables que en otros sectores (la hipótesis Balassa-Samuelson).

Este artículo se concentra en el punto (2): el modelo causal de Balassa y Samuelson. Para una descripción completa del hecho estilizado que intenta explicar, véase efecto Penn.

## La teoría
El efecto Balassa-Samuelson (efecto BS) depende de las "diferencias" entre países en la relativa productividad de los sectores comerciales y no comerciales.

### El empírico "Efecto Penn"
El intercambio de bienes y servicios comerciales debe llevar a la convergencia de precios, pero la convergencia solo es parcial debido a que algunos productos no son comercializables y algunos productos son generalmente producidos localmente (por ejemplo, el pan). El desarrollo de software es un ejemplo de un servicio comercializable, mientras que un corte de cabello es uno no comercializable.
El efecto Penn es aquel en el que las desviaciones del tipo de cambio real usualmente ocurren en la misma dirección: donde los ingresos son altos, los niveles de precios son relativamente altos (medidos por el IPC) comparados con el promedio internacional; mientras que donde son bajos, tienden a estar por debajo del promedio.

### Forma básica del efecto
El modelo más simple que genera el efecto Balassa-Samuelson toma en cuenta dos países, dos bienes (uno comercializable y uno no comercializable y específico de un país) y un factor de producción: el trabajo. Para simplificar, se asume que la productividad medida por el producto marginal del trabajo en el sector no comercializable es igual entre ambos países y normalizado a uno.
{\displaystyle MPL_{nc,1}=MPL_{nc,2}=1}
donde "nc" denota el sector no comercializable y el 1 y el 2 indica a los dos países. En cada país, bajo el supuesto de competencia en el mercado laboral el salario termina siendo igual al valor del producto marginal:
{\displaystyle w_{1}=p_{nc,1}*MPL_{nc,1}=p_{nc,1}=p_{c}*MPL_{c,1}}
{\displaystyle w_{2}=p_{nc,2}*MPL_{nc,2}=p_{nc,2}=p_{c}*MPL_{c,2}}
Donde el subíndice "c" denota el sector comercializable. Es necesario destacar que la falta de un subíndice específico por país del precio de los bienes comercializables significa que los precios de estos bienes son igualados entre ambos países.
Si se supone que el país 2 es más productivo y, por tanto, el más rico, esto significa que 
{\displaystyle MPL_{c,1}<MPL_{c,2}}
lo que implica que 
{\displaystyle p_{nc,1}<p_{nc,2}}
Entonces, con un mismo precio (mundial) para los bienes comercializables, el precio de los bienes no comercializables será menor en el país menos productivo, resultando en un nivel de precios global menor.